# Sciades subfasciatus
Sciades subfasciatus là một loài bọ cánh cứng trong họ Cerambycidae.